# Hypericum curvisepalum
Hypericum curvisepalum är en johannesörtsväxtart som beskrevs av N. Robson. Hypericum curvisepalum ingår i släktet johannesörter, och familjen johannesörtsväxter. Inga underarter finns listade i Catalogue of Life.